# Theodor Mommsen

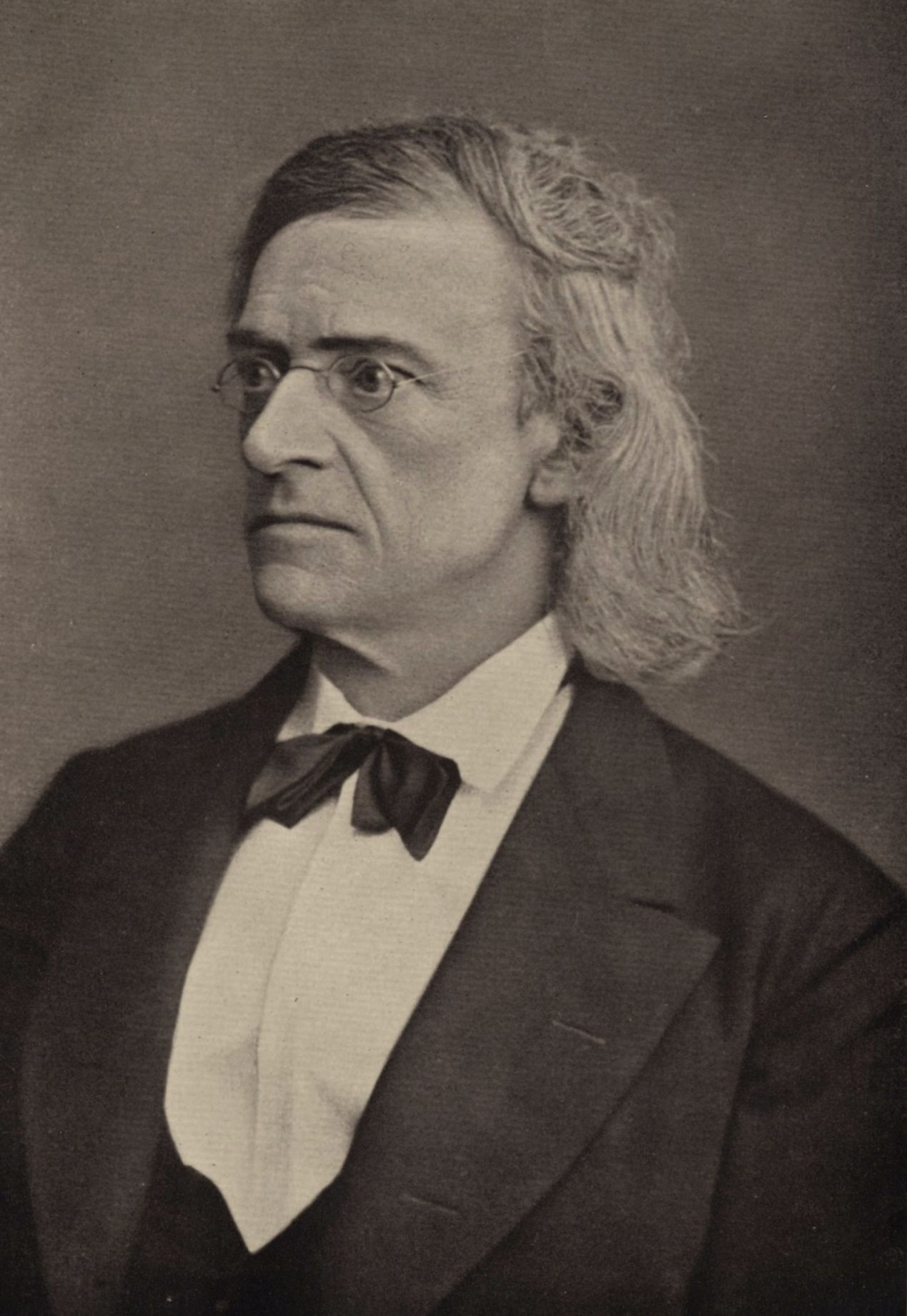
Theodor Mommsen ~1870.

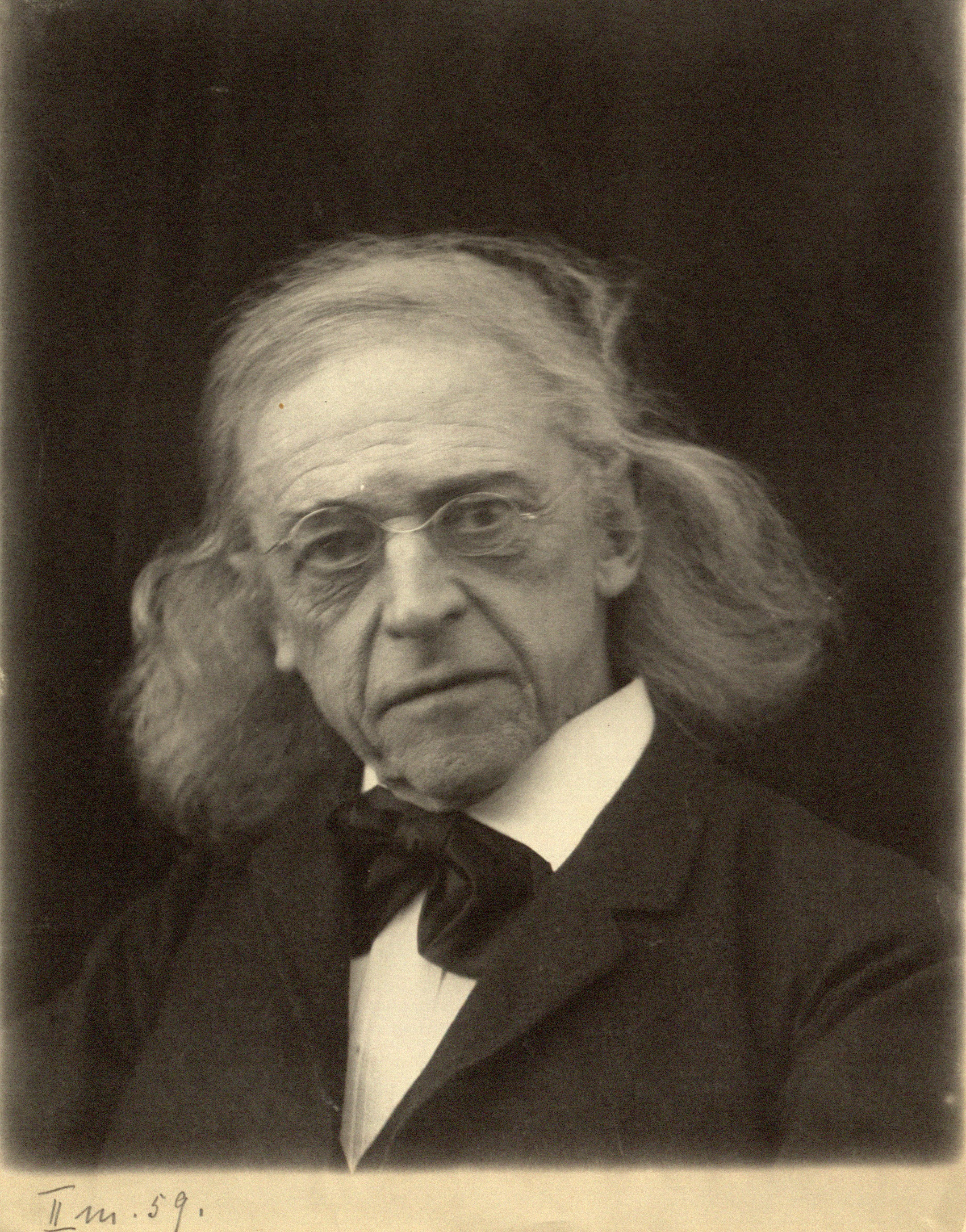
Mommsen 1887

Theodor Christian Matthias Mommsen, född 30 november 1817 i Garding i Schleswig, död 1 november 1903 i Charlottenburg, var en tysk historiker och arkeolog med Romarriket som huvudområde. Han var tidvis även verksam som jurist och politiker, och var nobelpristagare i litteratur 1902 för sina historiska verk.

## Biografi
Prästsonen Mommsen föddes i Schleswig, som då var i personalunion med Danmark. Han studerade juridik i Kiel men övergick sedan till studier i historia. Han skrev 1843 patriotiska dikter med anledning av schleswig-holsteinska frågan, tillbringade åren 1844–47 på resor i Frankrike och Italien, vilka länders språk han fullständigt tillägnade sig och där han bedrev grundliga studier av minnesmärken och inskrifter. 
År 1848 var Mommsen redaktör för "Schleswig-holsteinische Zeitung" i Rendsburg. Samma år kallades han till professor i juridik vid Leipzigs universitet, men förlorade 1850 sin plats på grund av deltagande i de föregående årens politiska rörelser. Han utvandrade då till Schweiz, där han 1852 blev professor i romersk rätt vid universitetet i Zürich. Samma befattning erhöll han i Breslau 1854 och i Berlin 1858 samt var 1873–95 preussiska vetenskapsakademiens ständige sekreterare. 
Åren 1873–82 var Mommsen medlem av preussiska lantdagens "Abgeordnetenhaus" och tillhörde där först den nationalliberala fraktionen och sedan Liberale Vereinigung. År 1882 blev han åtalad för ett yttrande i ett valtal mot sin ständige antagonist Otto von Bismarck, men frikändes 1883 av riksdomstolen i Leipzig. Mommsens tidningsartikel 1902 om sammanslutning mellan alla liberala element väckte stort uppseende. 
Mommsen företog under årens lopp flera forskningsresor. År 1880 brann hans hus i Charlottenburg, då en stor del av hans bibliotek och flera dyrbara handskrifter från utländska bibliotek blev lågornas rov. Sedan 1896 var han hedersborgare i Rom, sedan 1897 i Charlottenburg. Nobelpriset i litteratur erhöll han 1902.
Han är känd som en av de största experterna på klassisk historia, särskilt Romarriket. I hans litterära produktion ingår över tusen texter. Vad som utmärker Mommsen bland nobelpristagare är att han över huvud taget inte skrev skönlitteratur, utan endast historisk litteratur.
Mommsens främsta verk är Römische Geschichte som kom ut i tre band mellan 1854 och 1856 och behandlade den romerska historien fram till slutet på den romerska republiken och Julius Caesar. Att det inte blev någon fortsättning ska ha berott på att Mommsen ”ogillade kejsare”.
Vidare kan nämnas det stora, på Berlinakademiens bekostnad, av Mommsen (tillsammans med Wilhelm Henzen) planlagda och till ej ringa del utförda jätteverket Corpus Inscriptionum Latinarum (15 band, 1863–1902), en samling av alla romerska inskrifter, som kommit till vår kännedom. Ephemeris Epigraphica (från 1872) utgör ett komplement till inskriftsamlingen. Hans sista större arbete torde ha varit en ny upplaga av Codex Theodosianus I (jämte Paul Meyer 1905). Mommsen skrev även en mängd tidskriftsartiklar samt uppsatser i lärda sällskaps förhandlingar och var medarbetare i Monumenta Germaniae Historica. Ett minnesmärke över honom restes 1909 i Berlin vid universitetet.
Han var bror till Tycho och August Mommsen.

## Övriga skrifter i urval
- De collegiis et sodaliciis romanorum (1843)
- Die römische Tribus in administrativer Beziehung (1844)
- Oskische Studien (1845; "Nachträge", 1846)
- Die unteritalischen Dialekte (1850)
- Corpus Inscriptionum Neapolitanarum (1851)
- Die nordetruskischen Alphabete (1853)
- Inscriptiones Confoederationis Helveticae Latinae (1854)
- Die römische Chronologie bis auf Caesar (1858; andra upplagan 1859)
- Geschichte des römischen Münzwesens (1860)
- Römische Forschungen (band 1 1864, andra upplagan 1865; band 2 1879)
- Die Stadtrechte der latinischen Gemeinden Salpensa und Malaca (1855)
- Res gestae divi Augusti ex monumentis Ancyrano et Apolloniensi (1865, med stöd av Perrots och Guillaumes 1861 företagna expedition till Ankara; andra upplagan 1883 jämte 11 tavlor, vilande på Humanns och Domaszewskis 1882 företagna undersökningar)
- Digesta och Corpus Iuris Civilis (fem band, 1868–72)
- Römisches Staatsrecht (band 1 och 2, 1871–1876; tredje upplagan 1887–1888, band 3, 1887–88)
- Abriss des römischen Staatsrechts (1893)
- Römisches Strafrecht (1899)

### Översättningar till svenska
- Också ett ord rörande vårt judeväsende. Upsala: Esaias Edquists boktryckeri. 1881. Libris xccck1f5v87cv9d7
- De tyske stormännen Matthias Jakob Schleidens och Theodor Mommsens röst i judefrågan. Upsala: E. Edquist. 1881. Libris 2114142
- Fältherrar och statsmän i Roms historia. Stockholm: Ljus. 1902. Libris 1726710
- Romersk historia. Uppsala: Hazra. 1985-. Libris 525298